# Puka (cidade)
Puka (em albanês: Pukë/Puka) é uma cidade e município (em albanês:  bashkia) da Albânia. É a capital do distrito de Puka na prefeitura de Escodra.